# Lijst van voetbalinterlands Bolivia - Letland
Deze lijst van voetbalinterlands is een overzicht van alle officiële voetbalwedstrijden tussen de nationale teams van Bolivia en Letland. De landen speelden tot op heden een keer tegen elkaar: een vriendschappelijke wedstrijd op 9 februari 2011 in Antalya, Turkije, die eindigde in een 2-1-overwinning voor Letland. Het duel werd later ongeldig verklaard door de FIFA vanwege manipulatie. Scheidsrechter Kenan Bajramović en zijn assistenten Siniša Zrnić en Rizah Ridalović werden op 10 augustus 2011 voor het leven geschorst.

## Wedstrijden
| № | Plaats  | Datum           | Competitie        | Wedstrijd         | Uitslag |
| - | ------- | --------------- | ----------------- | ----------------- | ------- |
| 1 | Antalya | 9 februari 2011 | Vriendschappelijk | Bolivia – Letland | 1 – 2   |

## Samenvatting
| Competitie        | Totaal gespeeld | Winst Bolivia | Gelijk | Winst Letland | Doelsaldo Bolivia – Letland |
| ----------------- | --------------- | ------------- | ------ | ------------- | --------------------------- |
| Vriendschappelijk | 1               | 0             | 0      | 1             | 1 – 2                       |
| Totaal            | 1               | 0             | 0      | 1             | 1 – 2                       |

Wedstrijden bepaald door strafschoppen worden, in lijn met de FIFA, als een gelijkspel gerekend.

## Details

### Eerste ontmoeting
| Vriendschappelijk (Antalya, Turkije, 9 februari 2011): |              | |
| Bolivia | 1 – 2        | Letland |
| Marcelo Moreno 55' (pen.) | goals        | 42' (pen.) Māris Verpakovskis 51' (pen.) Aleksandrs Cauņa |
| Gustavo Quinteros | bondscoach   | Aleksandrs Starkovs |
| Carlos Arias Ronald Rivero 86' Ronald Raldes Miguel Hoyos Luis Guitiérrez Walter Flores 74' Jhasmani Campos 47' Joselito Vaca Mauricio Saucedo 65' Jaime Robles Marcelo Moreno | opstellingen | Andris Vaņins Oskars Kļava Vitālijs Smirnovs Kaspars Gorkšs Ritus Krjauklis Aleksandrs Cauņa Maksims Rafaļskis Artis Lazdiņš 71' Andrejs Rubins 78' Artjoms Rudņevs 67' Māris Verpakovskis |
| Juan Carlos Arce 47' Rudy Cardozo 65' Ricardo Pedriel 74' Marvin Bejarano 86'                                                                                                  | wissels      | 67' Daniils Turkovs 71' Andrejs Perepļotkins 78' Ģirts Karlsons |
| | gele kaarten | 20' Artis Lazdiņš 90+2' Ģirts Karlsons |

FBF · A-internationals · Selecties · Bondscoaches · Statistieken · Boliviaans vrouwenelftal · Olympisch elftal · Bolivia U21 · Bolivia U20 · Bolivia U19 · Bolivia U18 · Bolivia U17
1926–1949 · 
1950–1959 · 
1960–1969 · 
1970–1979 · 
1980–1989 · 
1990–1999 · 
2000–2009 · 
2010–2019 ·
2020−2029
CC 1999
WK 1930 · 
WK 1950 · 
WK 1994
1926 · 
1927 · 
1927 · 1928 · 1929 · 
1930 · 
1931 · 1932 · 1933 · 1934 · 1935 · 1936 · 1937 · 
1938 · 
1939 · 1940 · 1941 · 1942 · 1943 · 1944 · 
1945 · 
1946 · 
1947 · 
1948 · 
1949 · 
1950 · 
1951 · 1952 · 
1953 · 
1954 · 1955 · 1956 · 
1957 · 
1958 · 
1959 · 
1960 · 
1961 · 
1962 · 
1963 · 
1964 · 
1965 · 
1966 · 
1967 · 
1968 · 
1969 · 
1970 · 
1971 · 
1972 · 
1973 · 
1974 · 
1975 · 
1976 · 
1977 · 
1978 · 
1979 · 
1980 · 
1981 · 
1982 · 
1983 · 
1984 · 
1985 · 
1986 · 
1987 · 
1988 · 
1989 · 
1990 · 
1991 · 
1992 · 
1993 · 
1994 · 
1995 · 
1996 · 
1997 · 
1998 · 
1999 · 
2000 · 
2001 · 
2002 · 
2003 · 
2004 · 
2005 · 
2006 · 
2007 · 
2008 · 
2009 · 
2010 ·
2011 · 
2012 · 
2013 · 
2014 · 
2015 · 
2016 ·
2017 ·
2018 ·
2019 ·
2020 ·
2021 ·
2022 ·
2023 ·
2024
Algerije ·
Andorra ·
Argentinië ·
Brazilië ·
Bulgarije · 
Chili ·
Colombia ·
Costa Rica ·
Cuba ·
Curaçao ·
DDR ·
Duitsland ·
Ecuador ·
Egypte ·
El Salvador ·
Finland ·
Frankrijk ·
Griekenland ·
Guatemala ·
Guyana ·
Haïti ·
Honduras ·
Hongarije ·
Ierland ·
IJsland ·
Irak ·
Iran ·
Jamaica ·
Japan ·
Joegoslavië ·
Kameroen ·
Letland ·
Mexico ·
Myanmar ·
Nicaragua ·
Noord-Korea ·
Oezbekistan ·
Panama ·
Paraguay ·
Peru ·
Polen ·
Portugal ·
Roemenië ·
Rusland ·
Saoedi-Arabië ·
Senegal ·
Servië ·
Slowakije ·
Spanje ·
Trinidad en Tobago ·
Tsjecho-Slowakije ·
Uruguay ·
Venezuela ·
Verenigde Arabische Emiraten ·
Verenigde Staten ·
Zuid-Afrika ·
Zuid-Korea ·
Zwitserland
LFF · A-internationals · Bondscoaches · Statistieken · Lets vrouwenelftal · Olympisch elftal · Letland U21 · Letland U20 · Letland U19 · Letland U18 · Letland U17 · Letland U16
1922 – 1929 ·
1930 – 1940 ·
1950 – 1989 · 
1990 – 1999 ·
2000 – 2009 ·
2010 – 2019 ·
2020 – 2029
EK 1996 · 
EK 2000 · 
EK 2004 · 
EK 2008 · 
EK 2012
WK 1994 · 
WK 1998 · 
WK 2002 · 
WK 2006 · 
WK 2010 · 
WK 2014
OS 1924
1922 · 
1923 · 
1924 · 
1925 · 
1926 · 
1927 · 
1928 · 
1929 · 
1930 · 
1931 · 
1932 · 
1933 · 
1934 · 
1935 · 
1936 · 
1937 · 
1938 · 
1939 · 
1940 · 
1941 · 
1942 · 
1943 · 1944 · 
1945 · 
1946 · 
1947 · 
1948 · 
1949 · 
1950 – 1990 · 
1991 · 
1992 · 
1993 · 
1994 · 
1995 · 
1996 · 
1997 · 
1998 · 
1999 · 
2000 · 
2001 · 
2002 · 
2003 · 
2004 · 
2005 · 
2006 · 
2007 · 
2008 · 
2009 · 
2010 · 
2011 · 
2012 · 
2013 · 
2014 · 
2015 · 
2016 · 
2017 ·
2018 ·
2019 ·
2020 ·
2021 ·
2022
Albanië ·
Andorra ·
Angola ·
Armenië ·
Azerbeidzjan ·
Bahrein ·
België ·
Bolivia ·
Bosnië en Herzegovina ·
Brazilië ·
Bulgarije ·
China ·
Cyprus ·
Denemarken ·
Duitsland ·
Estland ·
Faeröer · 
Finland ·
Frankrijk ·
Georgië ·
Ghana ·
Gibraltar ·
Griekenland ·
Honduras ·
Hongarije ·
Ierland ·
IJsland ·
Israël ·
Japan ·
Kazachstan ·
Koeweit ·
Kosovo ·
Kroatië ·
Liechtenstein ·
Litouwen ·
Luxemburg ·
Malta ·
Moldavië ·
Montenegro ·
Nederland ·
Noord-Ierland ·
Noord-Korea ·
Noord-Macedonië ·
Noorwegen ·
Oekraïne ·
Oezbekistan · 
Oman ·
Oostenrijk ·
Polen ·
Portugal ·
Qatar ·
Roemenië · 
Rusland ·
San Marino ·
Saoedi-Arabië ·
Schotland ·
Slovenië ·
Slowakije ·
Spanje ·
Thailand ·
Tsjechië ·
Tunesië ·
Turkije ·
Verenigde Staten ·
Wales ·
Wit-Rusland ·
Zuid-Korea ·
Zweden ·
Zwitserland